# 水無瀬兼成
水無瀬 兼成（みなせ かねなり）は、戦国時代から江戸時代の公卿。正二位・権中納言。

## 生涯
永正11年（1514年）、三条西公条の次男として誕生。兄に実枝がいたため、水無瀬英兼の養子となる。
天文16年（1547年）正月5日、従三位に叙される。
永禄11年（1568年）10月、将軍・足利義栄が阿波へ退くと、義栄派の公家は朝廷を追われ、兼成も阿波へ下向を余儀なくされた。
元亀2年（1571年）10月、実子の氏成が誕生する。だが、高倉永家の四男・親具をすでに養子としていたため、兼成の跡目をめぐって争いが起きた。結局、親具は水無瀬家を去り、別家となる堀河家を立ち上げた。
慶長5年（1600年）、出家し、慈興と号する。
慶長7年（1602年）9月18日、死去。享年89。

## 人物
兼成は能筆家として知られ、将棋の駒に銘を印した。「水無瀬駒」と称されたその駒は、正親町天皇や後陽成天皇、足利義昭、豊臣秀次、 徳川家康など、公武の面々に譲渡された。兼成がその生涯で制作した将棋駒は、700組以上だとされる。